# コンスタンティノス・ガレアディス
コンスタンティノス・ガレアディス（Konstantinos Galeadis (ギリシア語: Κωνσταντίνος Γαλεάδης、1999年8月21日 - ）は、ギリシャ・テッサロニキ出身のプロサッカー選手。スーパーリーグ2・カライスカキス所属。ポジションは、フォワード。

## 経歴
AELのユースチームでプレーした後、イタリアのヌーオレーゼ・カルチョに移籍。2019年夏、セルビア・ファーストリーグのFKラドニチュキ・ピロトに加入した。